# Carausius alluaudi
Carausius alluaudi е вид насекомо от семейство Phasmatidae. Видът не е застрашен от изчезване.

## Разпространение
Разпространен е в Сейшели.